# Anathallis rudolfii
Anathallis rudolfii é uma espécie de orquídea (Orchidaceae) originária do Brasil.